# Турчешти (Валча)
Турчешти (рум. Turcești) насеље је у Румунији у округу Валча у општини Матешти. Oпштина се налази на надморској висини од 379 m.

## Становништво
Према подацима из 2002. године у насељу је живело 1327 становника, од којих су сви румунске националности.